# Линьово (Новосибірська область)
Линьово (рос. Линёво) — робітниче селище в Іскітимському районі Новосибірської області Російської Федерації.
Входить до складу муніципального утворення робітниче селище Линьово. Населення становить 18 468 осіб (2017).

## Історія
Згідно із законом від 2 червня 2004 року органом місцевого самоврядування є робітниче селище Линьово.

## Населення
| 1989    | 1996    | 2002    | 2007    | 2008    | 2009    | 2010    |
| ------- | ------- | ------- | ------- | ------- | ------- | ------- |
| 22 300  | ↗23 100 | ↘21 816 | ↗22 423 | ↗22 500 | ↗22 505 | ↘20 700 |
| 2012    | 2013    | 2014    | 2015    | 2016    | 2017    |         |
| ↘20 186 | ↘19 648 | ↘19 330 | ↘19 024 | ↘18 728 | ↘18 468 |         |